# Тэфэри Бенти
Тэфэри Бенти (11 октября 1921 — 3 февраля 1977) — военный и государственный деятель Эфиопии, генерал, один из лидеров эфиопской революции, третий председатель Временного военно-административного совета (ВВАС; «Дерг»).

## Биография
Родился в провинции Шоа, после окончания средней школы выбрал профессию военного. Закончил военную академию в Холета (где познакомился с Менгисту Хайле Мариамом, потом служил во II, III и IV-й дивизиях.
С 1954 — командир 3-й дивизии в Огадене, затем переведён в императорскую гвардию.
Работал в интендантстве, стал членом личного штаба императора Хайле Селассие I.
C 1965 — военный атташе в США (сменил Амана Андома). После возвращения на родину в 1970 работал в генштабе.
С 1972 — бригадный генерал.
С весны 1974 — заместитель командира IV-й дивизии, потом директор войсковой академии в Харэре. С октября — командир II-й дивизии, дислоцированной в Эритрее.
Принимал участие в перевороте и свержении Хайле Селассие I 12 сентября 1974, вошёл в состав Временного военно-административного совета (ВВАС, Дерг), с 28 ноября 1974 — его председатель.
Вёл осторожную и сбалансированную политику, постепенно выдавливая сторонников радикальной линии Менгисту Хайле Мариама из столичных властных структур.
3 февраля 1977 прямо на заседании Дерга был расстрелян вместе с шестью своими сторонниками (противниками Менгисту Хайле Мариама). По некоторым данным в расстреле принимал участие лично Менгисту.
Эфиопское радио сообщило, что Тэфэри Бенти и его сторонники были убиты как секретные сторонники Эфиопской народно-революционной партии.